# Vallegrande
Vallegrande – miasto w Boliwii, w departamencie Santa Cruz, w prowincji Vallegrande.